# Блафтон (Јужна Каролина)
Блафтон (енгл. Bluffton) град је у америчкој савезној држави Јужна Каролина.

## Демографија
По попису из 2010. године број становника је 12.530, што је 11.255 (882,7%) становника више него 2000. године.
| Група             | 2000.       | 2010.         |
| Белци             | 771 (60,5%) | 7.667 (61,2%) |
| Афроамериканци    | 414 (32,5%) | 2.025 (16,2%) |
| Азијати           | 5 (0,4%)    | 245 (2,0%)    |
| Хиспаноамериканци | 76 (6,0%)   | 2.355 (18,8%) |
| Укупно            | 1.275       | 12.530        |